# 白馬鑓温泉
白馬鑓温泉（はくばやりおんせん）は、長野県北安曇郡白馬村北城字白馬山国有林（旧国信濃国）にある温泉。白馬鑓ヶ岳中腹の標高2,100メートル地点にある。「白馬岳」の読みは正式には「しろうまだけ」だが、山小屋としての正式な読みは「はくばやりおんせんごや」である。単に鑓温泉（やりおんせん）とも称する。
以前は「日本最高所の温泉」を名乗っていた時期もあったが、実際には立山のみくりが池温泉や八ヶ岳の本沢温泉などのほうが標高が高く、現在ではそのような表示はしていないが、代わりに「標高日本一の天然湧出量」を標榜している。

## 概要
江戸時代から猟師や樵の間に知られていた温泉であるが、人里を遠く離れた山上の温泉のため、一般の利用は長らく行われなかった。1876年（明治9年）には湯元から麓に引湯する工事が行われたが、同年11月23日に雪崩が発生して21人の犠牲者を出す災害となり、工事は中止された。
その後、大正期にこの地に山小屋が建設されるが、1928年（昭和3年）に白馬岳山頂直下の白馬小屋（現在の白馬山荘）を営む「白馬館」による山小屋経営が始まる。近年にも麓への引湯が試みられたが、技術的理由により断念され、新たなボーリングにより生まれた温泉が白馬八方温泉である。
なお、当地は日本郵便から交通困難地の指定を受けているため、通年にわたり地外から郵便物を送付することはできない。

## 泉質・湯量
- 含重炭酸土類硫黄泉
- 炭酸水素塩温泉で硫黄、マグネシウム、カルシウムが含まれている。硫黄のにおいが強くとろみがあるのが特徴。[4]
- 温度は43.1度で源泉かけ流し。小屋の裏にある巨大な岩の割れ目からお湯が出ている。1分間の湧出量は760リットル、標高日本一の天然湧出量を誇っている。[4]
- 神経痛、皮膚病、糖尿病などに効果が高い[1]。

いずれも効能はその効果を万人に保証するものではない。

## 小屋・浴場

### 小屋
山小屋である「白馬鑓温泉小屋」だけが季節営業している一軒宿の秘湯。温泉街は存在しない。例年7月上旬から9月下旬だけの営業で、期間外は閉鎖され、建物は雪崩を避けるために解体される。毎年6月下旬から小屋の組み立てを行っている。組み立て・解体が容易な構造のため、簡素な造りの山小屋である。自家発電の温泉山小屋のため、21時以降は消灯となる。
「白馬鑓温泉小屋」は山小屋であるため、部屋は相部屋であり、食事も一般の温泉旅館と比べて簡素である。また、最混雑期は1つのふとんに2人で寝るほど混雑することがある。みやげ物としては、山小屋の売店に「白馬鑓温泉」ロゴ入りのタオルやTシャツなどがある。

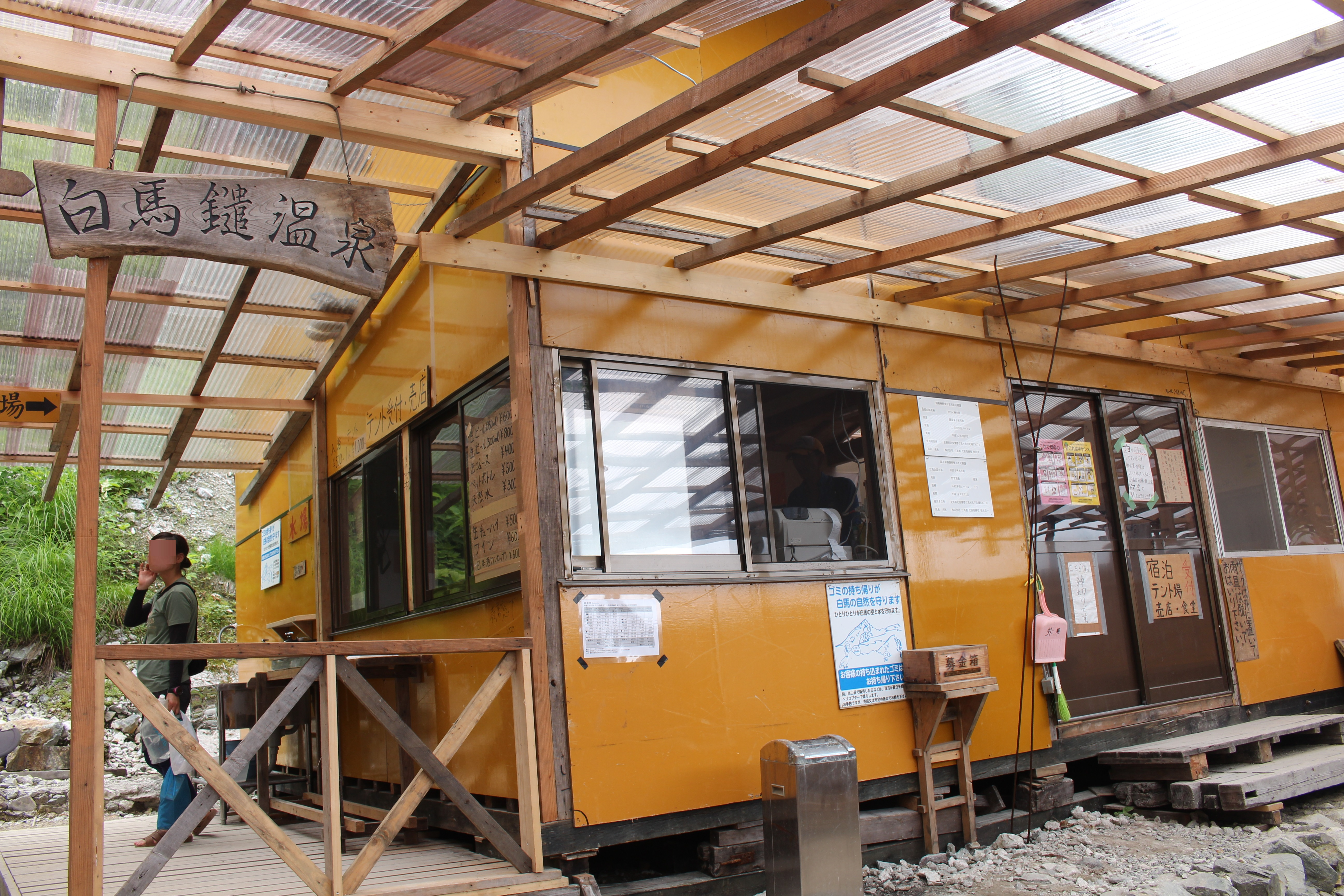
解体式の山小屋
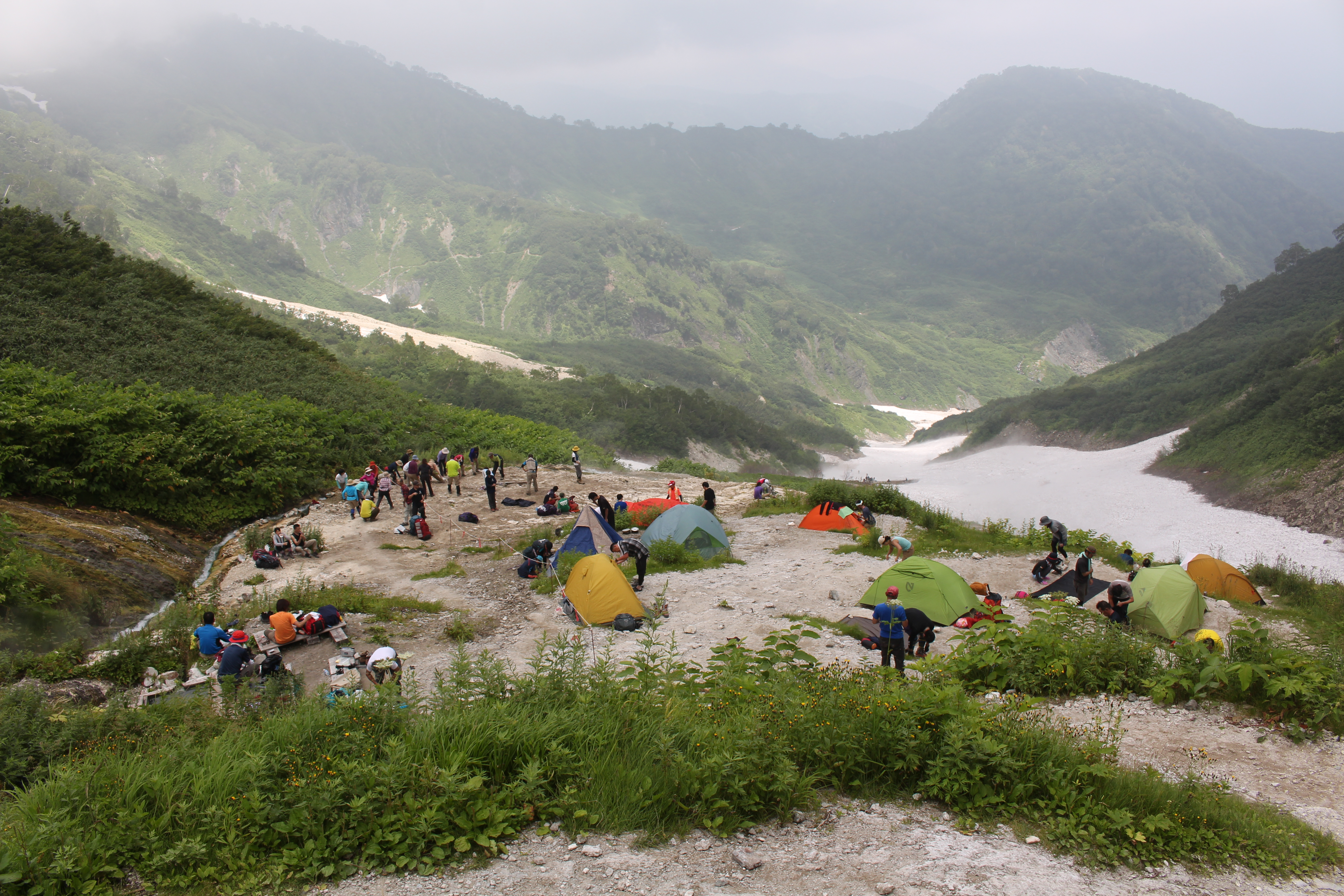
キャンプ指定地

### 浴場
内湯はなく、露天風呂だけがある。露天風呂は開放感のある混浴露天風呂と、回りを壁で囲まれた女性専用風呂がある。混浴露天風呂は眺望が良く、好天ならば日の出の時間に入浴し、湯船につかりながらご来光を望むこともできる。以前は小屋との間に遮るものが何もなかったため、小屋のすぐ前から露天風呂が丸見えであった。現在はキャンプ場側を除き目隠しで囲まれ、夜の時間帯には女性専用時間も設定され、女性も安心して入浴できるようになった。露天風呂の女性専用時間の間は「女性専用風呂」が男性用になる。湯は小屋の横の巨大な岩の割れ目から湧き出している。なお、立ち寄り入浴（有料）も可能であり、近年は足湯（無料）も新設されている。夜間の消灯時間以降に露天風呂に入るには懐中電灯が必要となる。
入浴料は、山小屋泊の場合は無料、テント泊と日帰り入浴は有料となっている。

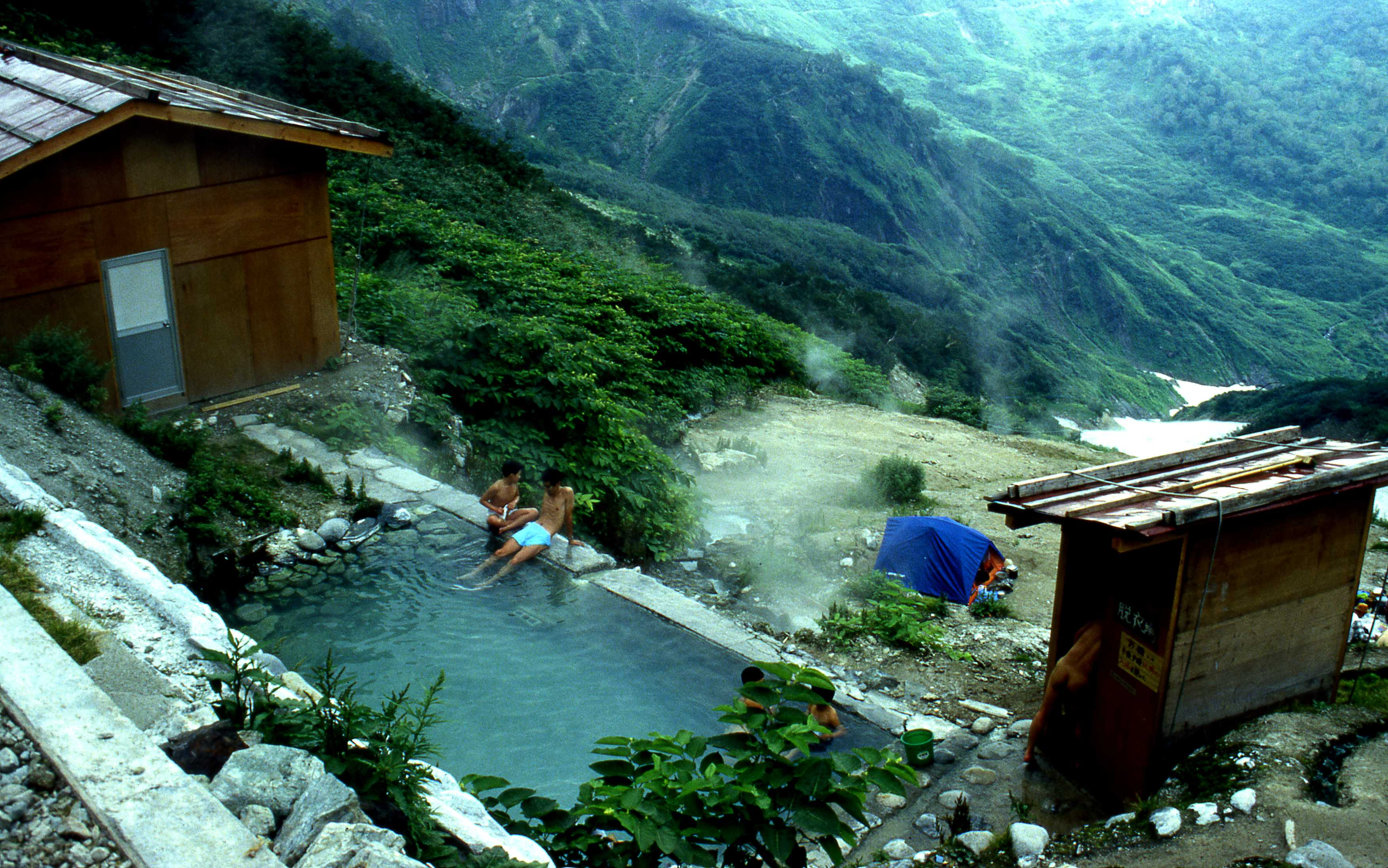
露天風呂（1987年8月）
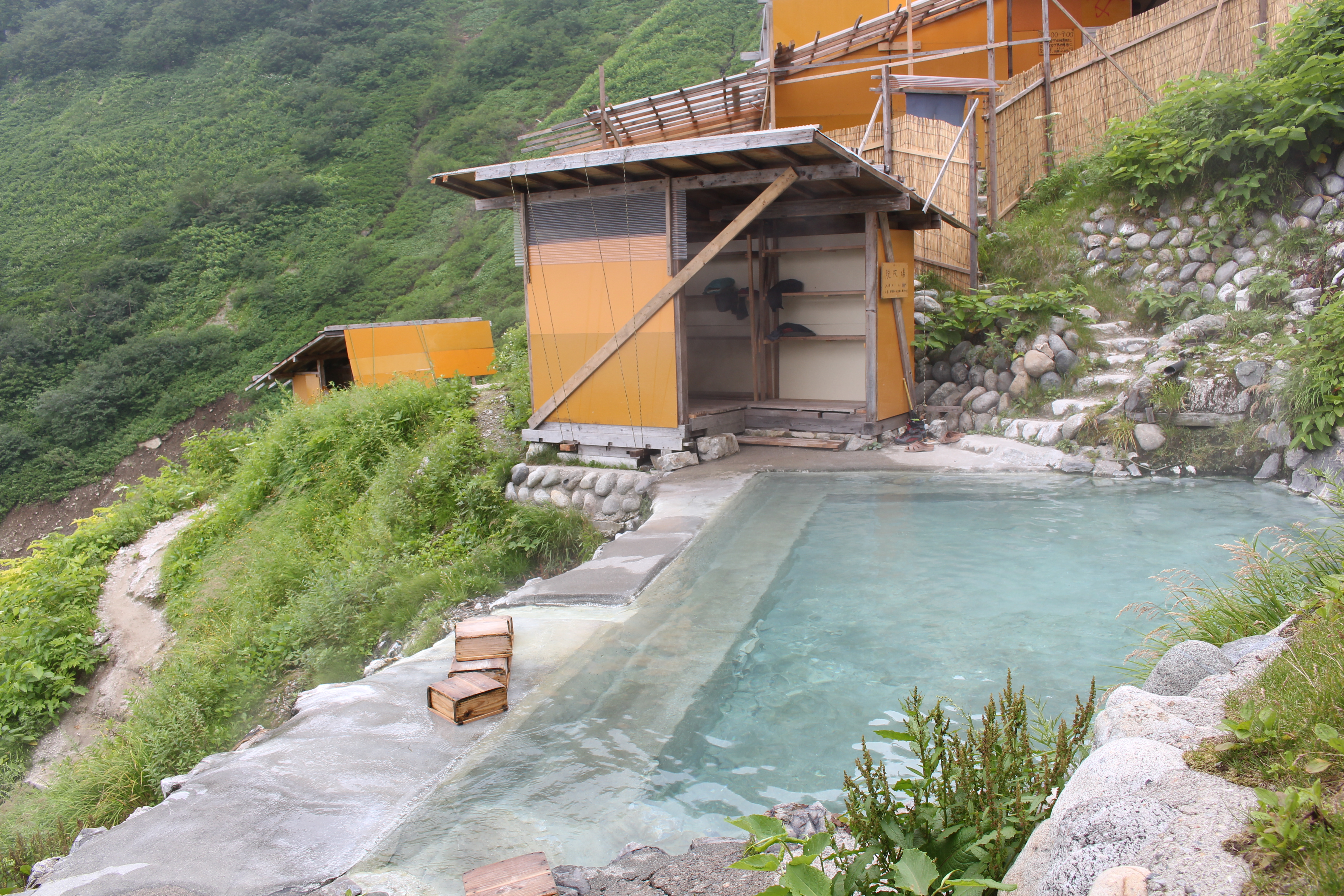
露天風呂（2015年8月）

## 交通アクセス

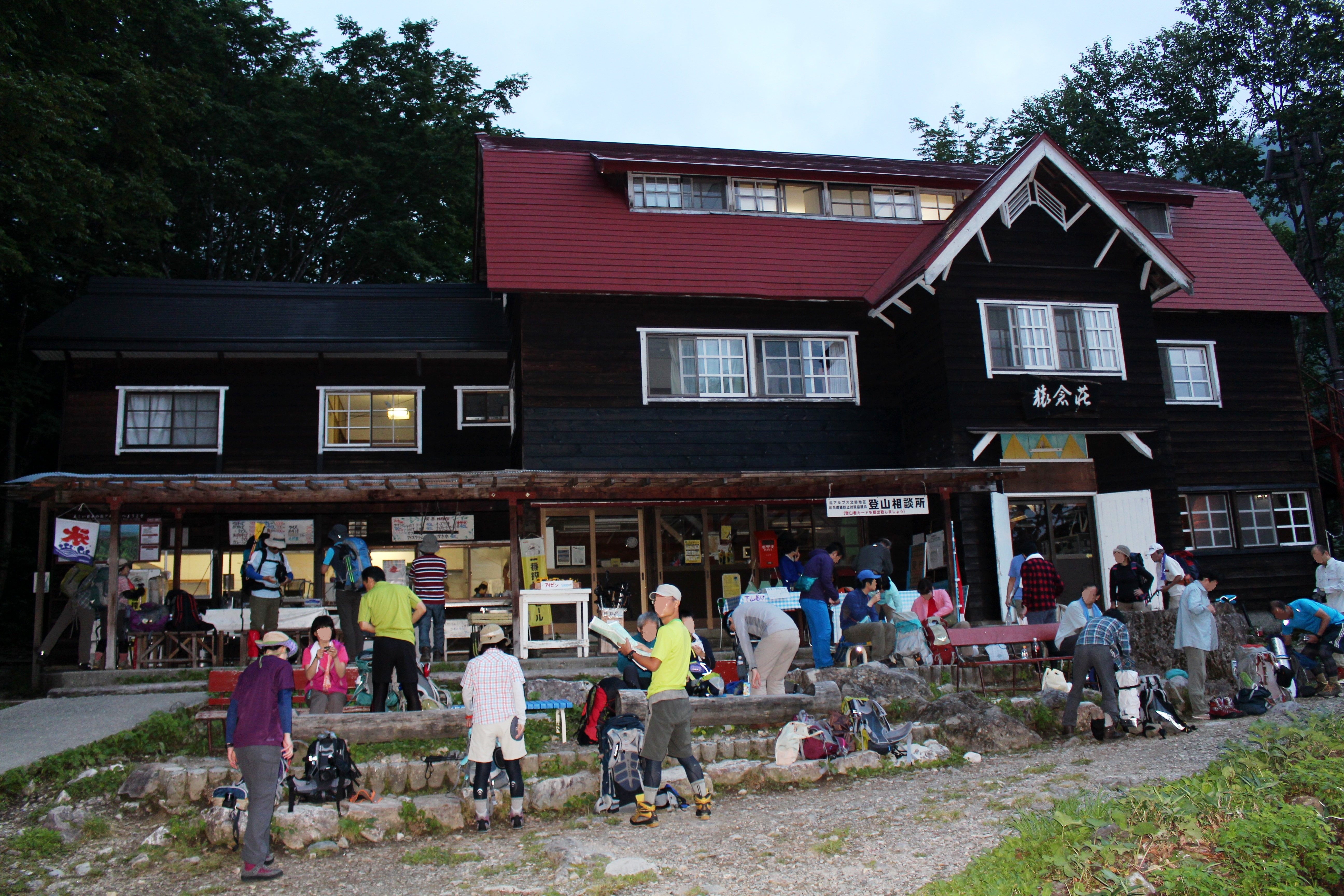
登山口となるバス停がある猿倉荘（山小屋）

東日本旅客鉄道（JR東日本）大糸線白馬駅よりアルピコ交通バス猿倉線で約30分の終点猿倉下車。猿倉から小日向のコル経由の登山道を徒歩で約4時間から5時間。